# On the Stroke of Three
On the Stroke of Three er en amerikansk stumfilm fra 1924 instrueret af F. Harmon Weight.

## Medvirkende
- Kenneth Harlan som Judson Forrest
- Madge Bellamy som Mary Jordan
- Mary Carr som 'Ma' Forrest
- John Miljan som Henry Mogridge
- Robert Dudley som Jasper Saddler
- Leonore Matre som Lillian Haskins
- Edwards Davis som Lafayette Jordan
- Eddie Phillips som Austin Dudley
- Dorothy Dahm som Emily Jordan